# Sally Hamwee
Sally Rachel Hamwee, baronne Hamwee (née le 12 janvier 1947) est une femme politique libérale-démocrate et la porte-parole principale de son parti aux affaires intérieures à la Chambre des lords. Elle est pair à vie et ancienne présidente de l'Assemblée de Londres.

## Biographie
Sally Hamwee fait ses études à la Manchester High School for Girls et au Girton College de Cambridge, où elle étudie le droit. Elle est conseillère dans l'arrondissement londonien de Richmond upon Thames de 1978 à 1998 et est nommée pair à vie le 6 juin 1991 en tant que baronne Hamwee, de Richmond upon Thames.
Lorsque l'Assemblée de Londres est créée en 2000, dans un accord écrit avec le Parti travailliste, Sally Hamwee et Trevor Phillips acceptent de partager la responsabilité de présider l'Assemblée au cours du premier mandat. Trevor Phillips prend la présidence en 2000, la cédant à Hamwee en mai 2001. Phillips préside l'Assemblée de mai 2002 à septembre 2002, mais lorsque Trevor Phillips se retire de l'Assemblée pour prendre la présidence de la Commission pour l'égalité raciale, Hamwee revient et préside l'Assemblée jusqu'aux élections de juin 2004 de la GLA.
Les résultats de ces élections ont vu le Parti conservateur et les libéraux-démocrates conclure un accord similaire à celui qui existait auparavant entre les travaillistes et les libéraux-démocrates. Cet accord conduit Sally Hamwee à présider l'Assemblée de Londres entre mai 2005 et mai 2006, et pour la dernière année de ce mandat à partir de mai 2007. Dans le cadre de l'accord, lorsqu'elle ne présidait pas l'Assemblée, elle préside le Comité de gestion des affaires et des nominations. Elle quitte l'Assemblée de Londres en mai 2008. Elle est porte-parole des libéraux-démocrates auprès des Lords pour le gouvernement régional et local jusqu'en novembre 2009, date à laquelle elle devient porte-parole des affaires intérieures. Sally Hamwee est vice-présidente de l'association caritative pour l'égalité des droits Parity.